# サビン・カー
サビン・カー（Sabin William Carr、1904年9月4日 - 1983年9月12日）は、アメリカ合衆国の陸上競技選手である。彼は1928年に開催されたアムステルダムオリンピックの棒高跳で金メダルを獲得した。

## 経歴
サビン･カーは、1927年に室内と屋外での棒高跳世界新記録を打ち立てた。2月の初めに彼は室内で4.14mを記録し、1週間後には自身の記録を4.19mにまで更新している。5月にはIC4A（en:IC4A）主催の屋外競技会で、カーは世界で初めて14フィート の壁を破った選手となった。  
1928年のAAU主催の室内競技会では、彼は14.1フィート をクリアし、室内競技会で初めて14フィート以上の記録を出した選手となった。同年カーは、自身の出した世界記録を前回パリオリンピック棒高跳競技の覇者、リー・バーンズに破られてしまったが、カーはアムステルダムオリンピックでバーンズに勝利して雪辱を果たした。
カーは棒高跳の主要な競技会で素晴らしい成績を記録している。AAU主催の室内競技会で2回、IC4Aの屋外競技会では3回、室内競技会では2回優勝した。但し不思議なことに、AAUの屋外競技会では3位以上の成績を上げたことがなかった。
イェール大学を卒業したカーは、やがてカリフォルニア州オークランドで製材業の事業家となり、スターリングランバー株式会社（the Sterling Lumber Co.）の会長となった。
なお、カーは1927年5月27日から翌年4月28日にかけて、棒高跳の世界記録保持者であった。